# Viggo Møller-Jensen
Viggo Vold Møller-Jensen (* 27. März 1907 in Kopenhagen; † 20. Dezember 2003 ebenda) war ein dänischer modernistischer Architekt, der oft mit Tyge Arnfred arbeitete. Er war Professor an der Architektenschule der Kunstakademie von 1955–77.

## Familie
Er war Sohn des Malers, Architekten und Kunsthandwerkers Jens Møller-Jensen (23. März 1869 in Hårby bei Skanderborg – 19. Dezember 1948 in Gentofte) und Sigrid Johanne Sophie Jubeline Vold (3. März 1875 in Kopenhagen – 7. September 1968 in Gentofte).
Er heiratete am 2. Juni 1934 in Kopenhagen die Malering Anna-Helene (Malene) Helligkilde (3. Mai 1909 in Nørre Uttrup bei Aalborg), Tochter des Gärtners Niels Helligkilde und Haushälterin Anna Gravesen.

## Ausbildung
Viggo Møller-Jensen machte sein Abitur 1925, cand.phil. an der Universität Kopenhagen im Jahr danach und legte seine Gesellenprüfung als Zimmermann 1929 ab. Danach besuchte er die Architektenschule der Kunstakademie. Hier studierte er unter Professor Ivar Bentsen und machte seinen Abschluss 1935.

## Karriere
Viggo Møller-Jensen eröffnete sein eigenes Architektenbüro 1940 und arbeitete ab 1950 mit Tyge Arnfred als Kompagnon und ab 1961 mit Jørn Ole Sørensen im Architektenbüro 'Fællestegnestuen' bis Ende der 1980er.
1941 wurde er Lehrer an der Architektenschule der Kunstakademie, wo er 1955–77 Professor war. In den Jahren 1961 und 1965–68 war er außerdem Dekan der Architektenschule. Darüber hinaus war er Mitglied vieler Gremien, die Projekte beurteilten.
Møller-Jensen war ein bereister Mann, 1930 war er in Frankreich, 1931 in England und Frankreich, 1937 in Italien und Frankreich. 1950 war er Gästelehrer an der MIT in Boston. 1961 war er auf einer Vermessungsreise auf den Jungferninseln und mehrmals zwischen 1961 und 81 auf Grönland zu Vermessungsreisen.

## Ausstellungen
- L’Art Danois Contemporain, Musée de Lyon, Lyon 1953
- Charlottenborg Frühjahrsausstellung – 1953, 1960, 1962–63, 1969, 1971–72
- Charlottenborg Herbstausstellung 1977
- die Messe „Købestævnet“ in Fredericia 1964

## Auszeichnungen
- 1944 – die Emil Bissens Prämie, eine Auszeichnung der Architekturschule seit 1929
- 1944 – Prämie der Gemeinde Kopenhagen
- 1954 – die Eckersberg Medaille der Königlichen Akademie der Schönen Künste
- 1955 – das Zacharias Jacobsens Legat 1955
- 1980 – die C.F. Hansen Medaille
- 1980 – den Holzpreis „Træprisen“
- 1986 – die Heinrich-Tessenow-Medaille
- 1990 – den Architekturpreis „Nykredits Arkitekturpris“
- 1990 – wurde er Ehrenmitglied der Heinrich-Tessenow-Gesellschaft
- 1991 – wurde er Ehrenmitglied der Kunstakademie

## Werke
- 1935 – Villa für den Prokuristen Axel Christensen, Vespervej 10, Hellerup
- 1935 – Restaurantspavillon in Holbæk Strandpark (1. Preis, gemeinsam mit Ib Andersen)
- 1938 – Etagenhaus für den Waisenhausverein, am Lyngbyvej, Kopenhagen
- 1939 – Sein eigenes Haus, Kongens Lyngby
- 1943 – Atelierhäuser, Grønnemose Allé 21-49, Utterslev Mose (seit 1990 unter Denkmalschutz gestellt)
- 1947 – Lystofteparken, Brede (gemeinsam mit Kay Fisker)
- 1949 – Dommerparken, Bispebjerg (gemeinsam mit Knud Thorball & Magnus Stephensen)
- 1950 – Ermelundshäuser, Jægersborg (gemeinsam mit Mogens Black-Petersen)
- 1950–70 6 Etagenhäuser aus Stahlbeton, angepasst an ältere Bebauung in Frederiksberg, u. a. am Kochsvej 5B, Rolighedsvej 9, Falkonér Allé 90-94 (ausgezeichnet von der Frederiksberg Kommune)

### Gemeinsam mit Tyge Arnfred
- Anbau an die Magleås Højskole (Volkshochschule)
- Gebäude für die Rødding Højskole (Volkshochschule)
- Gebäude für die Askov Højskole (Volkshochschule) (1956–68)
- Volksschule und Technische Schule, in Nuuk (1960er Jahre)
- Herning Højskole (1962), Theatersaal (1978), seit 2018 unter Denkmalschutz gestellt
- Københavns Dag- og Aftenseminarium (Schullehrerschule), Skovlunde (1967–72)
- Ausbildungszentrum Comwell Klarskovgaard bei Korsør (1970)
- Skælskør Folkehøjskole (Volkshochschule) (1970er Jahre)
- Kursuszentrum Klinten, Rødvig
- SiD (Gewerkschaft der Spezialarbeiter) Kursuszentrum, Nykøbing Falster (1. Preis)
- Altangangshäuser auf Grönland, in Nuuk und Ilulissat
- Freistehende Einfamilienhäuser, Type 67 und andere in grönländischen Orten und Gemeinden

### Im Architektenbüro „Fællestegnestuen“
- Albertslund Kommune, Wohnungsbau, Studentenwohnheime, Rathaus und mehr (1960er Jahre)
- Farum Midtpunkt, Etagenwohnungen (1974)
- Flexibo, Reihenhäuser auf Amager (1976)
- Solbjerg Have, Finsensvej/Solbjerg Have 2-32, 5-23/Lauritz Sørensens Vej 25-127, Frederiksberg, Etagenwohnungen, Seniorenwohnungen, Altersheim, Kindergärten (1980)
- Sibeliusparken, Wohnungsbau, Rødovre (1986)